# Porky's II: The Next Day
Porky's II: The Next Day! (bra: Porky's 2 - O Dia Seguinte; prt: Porky's 2) é um filme canado-estadunidense de 1983, do gênero comédia, dirigido por Bob Clark.
Segundo filme da sequência continua contando as aventuras dos adolescentes do fictício colégio de Angel Beach, na Flórida. Diferentemente, porém, dos outros dois filmes da saga (Porky's e Porky's Revenge!), o vilão Porky's (Chuck Mitchell) não aparece em nenhuma cena.[carece de fontes?]

## Sinopse
Depois de se vingarem de Porky, os estudantes da Angel Beach High School continuam em busca de uma mulher que os faça perder a virgindade. Sem perder a esperança em conseguir o objetivo, eles montam a peça de teatro intitulada "Uma Noite com Shakespeare", porém Beulah Balbricker (Nancy Parsons), a professora de ginástica das meninas, coloca o esforço dos rapazes em xeque ao descobrir que as cenas do bardo eram obscenas. Ela pede ajuda ao reverendo Bubba Flavel (Bill Wiley), que leva seus seguidores para pressionar a direção da escola a interromper a produção.
Além da Sra. Balbricker, o reverendo Flavel consegue o apoio da Ku Klux Klan, que não aceita ver Wendy (Kaki Hunter), que é descendente de índios, interpretando Romeu.

## Elenco
- Dan Monahan – Edward "Pee Wee" Morris
- Wyatt Knight – Tommy Turner
- Mark Herrier – Billy McCarthy
- Roger Wilson – Mickey
- Kaki Hunter – Wendy Williams
- Tony Ganios – Anthony "Meat" Tuperello
- Nancy Parsons – Beulah Balbricker
- Eric Christmas – Diretor Carter
- Scott Colomby – Brian Schwartz
- Joseph Running Fox – John Henry
- Bill Wiley – Reverendo Flavel
- Edward Winter – Gebhardt
- Cisse Cameron – Sandy Le Toi
- Art Hindle – Ted
- Anthony Pena – Bill Jumper
- Wendy Feign – Blossom
- Rod Ball – Steve
- Russell Bates – Mike Jumper
- Peter Conrad
- Ilse Earl – Sra. Morris
- Jack Mulcahy – Frank
- Bill Hindman – Professor Goodenough
- Chuck Wahl – Stemrick
- Ted Richert – Maître
- Tom Tully – Garçom
- William Fuller – Eustis (líder da Ku Klux Klan)
- Mal Jones – Prefeito Abernathy
- Richard Liberty – Comissário Couch
- Fred Buch – Comissário Hurley
- Bill Wohrman – Auxiliar de Ted
- Joel Goss – Garçom
- Adrienne Hampton – Betty
- Howard Neu – Professor de Biologia
- Madeline Kern – Secretária
- Betty Mae Jumper – Mãe de John Henry
- Vernon Tiger – Vernon Jumper
- Mark Madrid – Mark Jumper